# 目黒萌絵
目黒 萌絵（めぐろ もえ、現姓 : 金村〈かなむら〉、1984年11月20日 - ）は、日本の元女子カーリング選手。

## 人物
北海道釧路市生まれ、北海道空知郡南富良野町育ち。社団法人日本カーリング協会(JCA)の強化指定選手。
北海道富良野高等学校、弘前大学人文学部卒業。みちのく銀行所属。身長163cm、体重50kg。血液型B型。左利き。
2006年トリノオリンピック並びに2010年バンクーバーオリンピックカーリング競技女子日本代表選手として出場。
2010年6月10日、2010年シーズン限りでの現役引退を決意したことが明らかとなり、6月21日に青森市で引退記者会見を行い正式に引退を表明。なお、目黒に代わり、青田しのぶが現役復帰した上で、チーム青森への加入・みちのく銀行へ入行している。
2010年7月12日に実家の野外研修施設に勤務する一般人の男性と結婚。現在はカーリング指導者とテレビ中継の解説などの活動を「金村萌絵」名義で行っている。

## 来歴
小学校3年生の時にカーリングを始め、4年生頃から本格的に競技に取り組み始める。
父（北海道協会強化委員）は日本選手権2位、母は世界シニア選手権4位の実績を持つ。
4年生のときに釧路市より南富良野に引っ越してきた寺田桜子を誘い、目黒とその姉2人が中心となるカーリングチーム「空知こざくら」のスキップとして実家のビニールハウス内の特設リンクで練習に励む。また1995年には日本で3番目の専用リンクとして「空知川スポーツリンク」に天然氷のカーリングコースが完成。なおこの時の同級生は4人しかいなかったが男子日本代表（SC軽井沢）の山口剛史を含め4人中3人が日本代表となった。
1995年
- 12月、第3回北海道ジュニア大会2位、メンバーは目黒と目黒の姉（目黒摩耶、目黒未樹）、寺田桜子、山口亜矢の5人、この時目黒と寺田は小学5年生、優勝はシムソンズ。

1996年
- 2月、第4回日本ジュニアカーリング選手権3位、優勝はシムソンズ。

1996年
- 12月、第4回北海道ジュニア大会2位、優勝は東光舗道。
- 12月、第5回日本ジュニアカーリング選手権2位、優勝はシムソンズ。

1997年
- 4月、落合中学校に入学。
- 11月、第5回北海道ジュニア大会2位、優勝は東光舗道。
- 12月、第6回日本ジュニアカーリング選手権3位、優勝はシムソンズ。

1998年
- 11月、第6回北海道ジュニア大会2位、優勝は東光舗道レディース。

1999年
- 1月、第7回日本ジュニアカーリング選手権PICTICに敗れ予選敗退、優勝はシムソンズ。
- 12月、第7回北海道ジュニア大会2位、優勝はスーパーラヴァーズ、このシーズンより姉の摩耶に換わりスキップとなる、また山口亜矢にかわり村上由加が加入。

2000年
- 1月、第8回日本ジュニアカーリング選手権優勝、常呂町以外の初の優勝チームとなる。
- 2月、軽井沢国際カーリング大会4位
- 3月、第13回世界ジュニアカーリング選手権に出場。最終順位は5位。なお当時「空知こざくら」は目黒と目黒の姉（目黒摩耶、目黒未樹）、寺田桜子、村上由加の5人で構成され、最年少の村上は同選手権出場時、小学校6年生だった。
- 4月、富良野高校に入学し陸上部に所属。
- 6月、JOCからオリンピック出場が期待される2000年度五輪有望選手に認定される。
- 6月、第27回南部忠平記念奨励賞を受賞。（チームとして）
- 11月、富良野沿線4市町教育・文化・体育功労賞を受賞。（チームとして）
- 12月、カナダでのJOCのカーリング強化合宿へ参加する。

2001年
- 1月、第9回日本ジュニアカーリング選手権優勝。
- 3月、第14回世界ジュニアカーリング選手権に出場。最終順位は4位。
- 4月、第1回南富良野ジュニアカーリング選手権優勝

2002年
- 1月、第10回日本ジュニアカーリング選手権3位、優勝はマリリンズ。
- 2月、第21回北海道選手権優勝。
- 2月、第19回日本カーリング選手権に出場。予選リーグ（総当たり戦）で2002年ソルトレークシティオリンピック日本代表チーム「シムソンズ」と対戦し勝利、「シムソンズ」に予選リーグ唯一の黒星を与える。（予選は6連勝のあと2連敗で3位、準決勝で河西建設、3位決定戦でシムソンズに敗れ最終順位は4位。）
- 高校卒業後の進路を決める時期に、青森市で臨時職員として働いていた元「シムソンズ」の小野寺歩（現姓：小笠原）から、「2006年トリノオリンピック出場を目標とするチーム」への誘いを受け、青森県内の大学への進学を決断する。

2003年
- 弘前大学を受験、合格。
- 3月、北海道富良野高等学校卒業。
- 4月、小野寺と、その同僚で元「シムソンズ」の林弓枝（現姓：船山）、同じく小野寺からの誘いを受けて青森県の大学に進学した寺田桜子を加えた4名で「フォルティウス」（後の「チーム青森」）を結成[5]。なお目黒は当初スキップを務めていた。

2004年
- 2月、第21回日本カーリング選手権優勝。
- 3月、日本代表候補強化合宿兼選考会にて優勝。なお、当時のチーム名は日本カーリング協会の規約改正に伴い「チーム目黒」を用いていた。
- 11月、第14回パシフィックカーリング選手権優勝。2005年3月開催の第27回世界女子カーリング選手権大会への出場権を獲得する[6]。

2005年
- 2月、軽井沢国際カーリング選手権大会2005優勝。
- 同大会閉幕直後、負傷（凍結した歩道で転倒し、足を骨折）によりチームを一時離脱。復帰後はリードに転向した。なお目黒の欠場した第27回世界女子カーリング選手権では林弓枝がフォース、小野寺歩がサードスキップとして出場[7]し、リザーブには「スーパーラヴァーズ」の小林愛が起用された[8]。
- 4月、本橋麻里が「フォルティウス（「=チーム目黒」）」に正式加入。
- 11月23日、トリノオリンピック女子カーリング日本代表決定戦に出場。選考試合は2試合行なわれ、国際試合などでの実績に勝る「チーム青森」は「1勝」、それに対し「チーム長野」は「2勝」をあげることが代表権獲得の条件としてそれぞれ課せられていたが、「チーム青森」が1戦目で勝利。トリノオリンピック日本代表に決定した。

2006年
- 2月、トリノオリンピックカーリング競技女子に出場。最終順位は7位。
- 3月、第23回日本カーリング選手権優勝。同選手権終了後、「チーム青森」から小野寺歩（スキップ）、林弓枝（サード）の両名が離脱（公式な声明の発表は同年5月17日）[9]。
- 3月、南富良野町スポーツ栄誉賞を受賞。
- 5月、新メンバー山浦麻葉を迎え入れ[10]、4名による新たなチーム編成を行なう際、再びスキップに就任。
- 11月、第16回パシフィックカーリング選手権出場。最終順位は3位。
- 12月、2007年世界女子カーリング選手権代表選考会にて「チーム長野」に勝利。同選手権日本代表に内定。

2007年
- 1月、2007年冬季ユニバーシアードトリノ大会カーリング競技出場。最終順位は3位[11]。
- 1 - 2月、軽井沢国際カーリング選手権大会2007出場。最終順位は3位[12]。
- 2月、第24回日本カーリング選手権優勝。
- 3月、第29回世界女子カーリング選手権大会出場。最終順位は8位（タイ）[13]。
- 11月、第17回パシフィックカーリング選手権出場。最終順位は2位。なお予選リーグ終了時の成績が中国チームと同一であったため、両チーム各4人がストーンを投げ、ハウスの中心までの距離を合計した結果を競う「チームドロー」が行われた[14]。その結果、予選リーグ2位となった日本チーム（=「チーム青森」）は、大会ルールにより[15]同3位の韓国チームと世界選手権出場チーム決定戦を行い、これに勝利。日本女子チームの第30回世界女子カーリング選手権（2008年開催）への出場権を獲得した[16]。

2008年
- 2月、第25回日本カーリング選手権優勝。同年3月に開催される第30回世界女子カーリング選手権の日本代表権を獲得した[17]。
- 2月、軽井沢国際カーリング選手権大会2008準優勝[18]。
- 3月、みちのく銀行に入行[19]。一般の就職試験を受けて総合職として入行した[20]。
- 3月、第30回世界女子カーリング選手権出場。最終順位は4位[21]。

2009年
- 2月、軽井沢国際カーリング選手権出場。3位[22]。
- 2月、第26回日本カーリング選手権優勝、同選手権史上初の4連覇。同年11月に開催される第19回パシフィックカーリング選手権の代表権を獲得した[23]。
- 11月7日、青森市スポーツ会館で開催した女子カーリング競技日本代表チーム決定戦で、2勝のアドバンテージを含めた4勝0敗でチーム長野に勝利し、トリノ五輪に続き2大会連続の五輪出場を決める[24]。
- 第19回パシフィックカーリング選手権： 2位　世界選手権への出場権を獲得

2010年
- 2月、バンクーバーオリンピックカーリング競技女子出場。最終順位は8位。
- 3月、第27回日本カーリング選手権優勝。同年11月開催の第20回パシフィックカーリング選手権への出場権の内定を得る。
- 3月、第32回世界女子カーリング選手権出場。最終順位は11位。
- 6月、現役生活からの引退を正式表明
- 6月、6月末にてみちのく銀行を退行。
- 9月、実家のブログにてスタッフより結婚報告。

## チーム

### 4人制女子
| シーズン | スキップ | サード     | セカンド | リード   | リザーブ   | 主な大会                     |
| -------- | -------- | ---------- | -------- | -------- | ---------- | ---------------------------- |
| 1999-00  | 目黒萌絵 | 寺田桜子   | 目黒摩耶 | 目黒未樹 | 村上由加   | WJCC 2000                    |
| 2000-01  | 目黒萌絵 | 寺田桜子   | 目黒摩耶 | 目黒未樹 | 村上由加   | WJCC 2001                    |
| 2001-02  | 目黒萌絵 | 寺田桜子   | 目黒摩耶 | 目黒未樹 | 加藤ゆかり | JCC 2002                     |
| 2003-04  | 目黒萌絵 | 林弓枝     | 小野寺歩 | 寺田桜子 |            | JCC 2004                     |
| 2004-05  | 林弓枝   | 小野寺歩   | 寺田桜子 | 目黒萌絵 | 本橋麻里   | PCC 2004                     |
| 2005-06  | 小野寺歩 | 林弓枝     | 本橋麻里 | 目黒萌絵 | 寺田桜子   | OG 2006                      |
| 2006-07  | 目黒萌絵 | 本橋麻里   | 山浦麻葉 | 寺田桜子 | 余湖明日香 | PCC 2006, WUG, WWCC 2007     |
| 2007-08  | 目黒萌絵 | 本橋麻里   | 山浦麻葉 | 石崎琴美 | 近江谷杏菜 | PCC 2007, WWCC 2008          |
| 2008-09  | 目黒萌絵 | 本橋麻里   | 山浦麻葉 | 石崎琴美 | 近江谷杏菜 | PCC 2008                     |
| 2009-10  | 目黒萌絵 | 近江谷杏菜 | 本橋麻里 | 石崎琴美 | 山浦麻葉   | PCC 2009, OG 2010, WWCC 2010 |

## 主な成績

### 空知こざくら
1995年
- 第3回北海道ジュニア大会2位、優勝はシムソンズ。

1996年
- 第4回日本ジュニアカーリング選手権3位、優勝はシムソンズ。

1996年
- 第4回北海道ジュニア大会2位、優勝は東光舗道。
- 第5回日本ジュニアカーリング選手権2位、優勝はシムソンズ。

1997年
- 第5回北海道ジュニア大会2位、優勝は東光舗道。
- 第6回日本ジュニアカーリング選手権3位、優勝はシムソンズ。

1998年
- 第6回北海道ジュニア大会2位、優勝は東光舗道レディース。

1999年
- 第7回日本ジュニアカーリング選手権ＰＩＣＴＩＣに敗れ予選敗退、優勝はシムソンズ。
- 第7回北海道ジュニア大会2位、優勝はスーパーラヴァーズ。

 2000年
- 第8回日本ジュニアカーリング選手権優勝、常呂町以外の初の優勝チームとなる。
- 軽井沢国際カーリング大会4位
- 第13回世界ジュニアカーリング選手権に出場、予選5勝4敗でスイスと並ぶが順位決定戦でスイスに敗れ最終順位は5位。

2001年
- 第9回日本ジュニアカーリング選手権優勝。
- 第14回世界ジュニアカーリング選手権に出場。6勝3敗で予選を突破したが準決勝でカナダ、3位決定戦でスイスに敗れ最終順位は4位。
- 第1回南富良野ジュニアカーリング選手権優勝

2002年
- 第10回日本ジュニアカーリング選手権3位、優勝はマリリンズ。
- 第21回北海道選手権で河西建設を破りジュニアながら優勝。
- 第19回日本カーリング選手権に出場、予選は6連勝のあと2連敗で3位、準決勝で河西建設、3位決定戦でシムソンズに敗れ最終順位は4位。

### フォルティウス～チーム目黒～青森県協会～チーム青森
2004年
- 第21回日本カーリング選手権： 優勝 （フォルティウス）
- 第14回パシフィックカーリング選手権： 優勝

2005年
- 軽井沢国際カーリング競技大会2005： 優勝
- オリンピック冬季競技大会日本代表（女子）選考会： 第1戦で「チーム長野」に勝利、トリノオリンピック代表決定

2006年
- 2006年トリノオリンピックカーリング競技： 7位
- 第23回日本カーリング選手権： 優勝 （チーム青森）
- 第16回パシフィックカーリング選手権： 3位
- 2007年世界女子カーリング選手権代表選考会： 「チーム長野」に勝利、同選手権代表内定 （チーム青森）

2007年
- 2007年冬季ユニバーシアードトリノ大会カーリング競技女子： 3位
- 軽井沢国際カーリング競技大会2007： 3位
- 第24回日本カーリング選手権： 優勝 （チーム青森）
- 第29回世界女子カーリング選手権： 8位
- 第17回パシフィックカーリング選手権： 2位

2008年
- 軽井沢国際カーリング選手権大会2008：準優勝
- 第25回日本カーリング選手権： 優勝 （チーム青森）
- 第30回世界女子カーリング選手権： 4位
- 第18回パシフィックカーリング選手権： 3位

2009年
- 軽井沢国際カーリング選手権大会2009：3位
- 第26回日本カーリング選手権： 優勝 （チーム青森）
- 第19回パシフィックカーリング選手権： 2位

2010年
- 2010年バンクーバーオリンピック：8位
- 第27回日本カーリング選手権： 優勝 （チーム青森）
- 第32回世界女子カーリング選手権： 11位

### ワールドカーリングツアーでの戦績
2004年
ポジション：スキップ
- Park Town Hotel Ladies Classic : 　予選敗退
- Barton Insurance Brokers Crown of Curling : 　優勝
- BDO Curling Classic : 　予選敗退
- Trail Appliance Ltd Autumn Gold Curling Classic : 　予選敗退
- Vernon Prestige Inn/Twin Anchors Curling Classic : 　予選敗退

2005年
ポジション：セカンド
- Community Savings Ladies Classic : 　 3位
- Strauss Crown of Curling : 　 2位
- Trail Appliances Autumn Gold Classic : 　予選敗退
- Twin Anchors - Prestige Inns Curling Classic : 　予選敗退

2006年
ポジション：スキップ
- Strauss Crown of Curling : 　予選敗退
- Meyers Norris Penny Charity Classic : 　予選敗退
- Grand Slam: Trail Appliances Autumn Gold : 　予選敗退
- Twin Anchors Houseboat / Prestige Inns Cashspiel Women : 　予選敗退

2007年
ポジション：スキップ
- Braehead Ladies Invitational : 　予選敗退
- International Bernese Ladies Cup : 　予選敗退
- Strauss Crown of Curling : 　 5位
- Meyers Norris Penny Charity Classic : 　優勝
- Grand Slam: Trail Appliances Autumn Gold : 　予選敗退
- Twin Anchors Houseboat Cashspiel : 　予選敗退

2008年
ポジション：スキップ
- Glynhill Ladies International : 　 3位
- International Bernese Ladies Cup : 　予選敗退
- Strauss Crown of Curling : 　予選敗退
- Trail Appliances Curling Classic : 　予選敗退
- Twin Anchors Houseboat Cashspiel : 　予選敗退

2009年
ポジション：スキップ
- Glynhill Ladies International : 　　　 　5位
- International Bernese Ladies Cup :  　2位
- Kamloops Crown of Curling :　　　　　 3位
- Meyers Norris Penny Charity Classic : 　　　　 　3位
- Trail Appliances Curling Classic :  　予選敗退
- Tin Anchors Invitational :  　優勝
- Schmirler Curling Classic presented by Bank of America :  　予選敗退

## 特筆
- カヌー競技者としての顔も持ち、スラロームジャパンカップなどの大会にも出場、第36回東北総合体育大会で優勝するなど積極的に競技に取り組む。（国体出場は辞退）
- スキップとして日本選手権に5回出場しいずれも優勝、通算成績は45勝2敗。
- スキップとしての主要国際大会での戦績、オリンピック3勝6敗、世界選手権15勝22敗、パシフィック選手権33勝11敗。（世界選手権での勝利数15、勝率4割5厘はともに歴代1位）
- 空知こざくらの世界ジュニアでの成績（通算11勝10敗、最高順位4位）はいずれもシムソンズについで歴代2位。

## 出演

### テレビ番組
- テレビスポーツ教室 カーリング（2014年1月19日、NHK Eテレ） - 講師

### CM
- サントリー - BOSS贅沢微糖（2010年）

## その他
- 2006年12月、独立行政法人日本学生支援機構（JASSO）より優秀学生顕彰事業大賞が授与された[35]。